# Герварт фон Биттенфельд, Эбергард
Карл Эбергард Герварт фон Биттенфельд (1796—1881) — прусский генерал-фельдмаршал.
Принимал участие в войнах 1813 и 1814 годов.
В 1864 году, во время германо-датской войны, руководил переправой прусских войск на остров Альзен.
В австро-прусскую войну 1866 года он был командующим эльбской армией, с которой участвовал в боях при Хюнервассере, Мюнхенгреце и в сражении при Кениггреце.

## Награды
Королевства Пруссия:
- Орден Святого Иоанна Иерусалимского почётный рыцарь (1854, Ehrensritter); рыцарь по праву (1858, Rechtsritter)[3]
- Крест за выслугу лет[нем.]
- Орден Красного орла 4-го класса (1843)[4]
- Орден Красного орла 3-го класса с бантом (1847)[5]
- Орден Красного орла 2-го класса с дубовыми листьями (1853)[6]; звезда к ордену с дубовыми листьями (1857)[7]
- Орден Красного орла 1-го класса с дубовыми листьями (1860)[8]
- Орден Короны 1-го класса (18 октября 1861); с эмалированной лентой ордена Красного орла с дубовыми листьями (1865)[9]
- Орден «Pour le Mérite» (29 июня 1864)[10]
- Орден Красного орла, большой крест с дубовыми листьями и мечами (14 ноября 1864)[11]
- Орден Чёрного орла (30 июля 1866); введён в члены орденского капитула с вручением цепи ордена (18 января 1867)[12]
- Королевский орден Дома Гогенцоллернов, большой командорский крест со звездой с цифрой «60» (5 октября 1871)[13]

Прочие:
- Княжеский орден Дома Гогенцоллернов, почётный крест 1-го класса с мечами
- Династический орден Альбрехта Медведя, большой крест
- Орден Церингенского льва, большой крест (великое герцогство Баден)
- Орден Людвига, командорский крест 1-го класса (великое герцогство Гессен)
- Орден Людвига, большой крест (великое герцогство Гессен)
- Медаль «За военные заслуги»[нем.] (княжество Липпе-Детмольд)
- Династический орден Липпе, почётный крест 1-го класса с мечами
- Крест «За военные заслуги» (Мекленбург-Шверин)[нем.] 2-го класса
- Династический орден Саксен-Эрнестинского дома, большой крест
- Крест «За военные заслуги» (Вальдек)[нем.] 1-го класса
- Военный орден Марии Терезии, рыцарский крест (Австро-Венгрия)
- Австрийский императорский орден Леопольда, командорский крест (Австро-Венгрия)
- Орден Железной короны 1-го класса (Австро-Венгрия)
- Орден Нидерландского льва, большой крест (королевство Нидерланды)
- Орден Святого Станислава 3-й степени (6 октября 1835, Российская империя)[14]
- Орден Святого Станислава 2-й степени (Российская империя)
- Орден Святой Анны 2-й степени (10 июля 1838, Российская империя)[15]
- Орден Османие 1-й степени (Османская империя)